# Comuna de Kalwaria Zebrzydowska
Kalwaria Zebrzydowska (polaco: Gmina Kalwaria Zebrzydowska) é uma gminy (comuna) na Polónia, na voivodia de Pequena Polónia e no condado de Wadowicki. A sede do condado é a cidade de Kalwaria Zebrzydowska.
De acordo com os censos de 2004, a comuna tem 19 118 habitantes, com uma densidade 253,8 hab/km².

## Área
Estende-se por uma área de 75,32 km², incluindo:
- área agrícola: 69%
- área florestal: 20%

## Demografia
Dados de 30 de Junho 2004:
|                      | Total   | Total | Mulheres | Mulheres | Homens  | Homens |
| -------------------- | ------- | ----- | -------- | -------- | ------- | ------ |
|                      | pessoas | %     | pessoas  | %        | pessoas | %      |
| População            | 19 118  | 100   | 9713     | 50,8     | 9405    | 49,2   |
| Densidade (pop./km²) | 253,8   | 100   | 129      | 129      | 124,9   | 124,9  |

De acordo com dados de 2002, o rendimento médio per capita ascendia a 1296,3 zł.

## Comunas vizinhas
- Brzeźnica, Lanckorona, Skawina, Stryszów, Wadowice